# Progebiophilus sinicus
Progebiophilus sinicus är en kräftdjursart som beskrevs av Clements Robert Markham1980. Progebiophilus sinicus ingår i släktet Progebiophilus och familjen Bopyridae. Inga underarter finns listade i Catalogue of Life.